# Physalia physalis

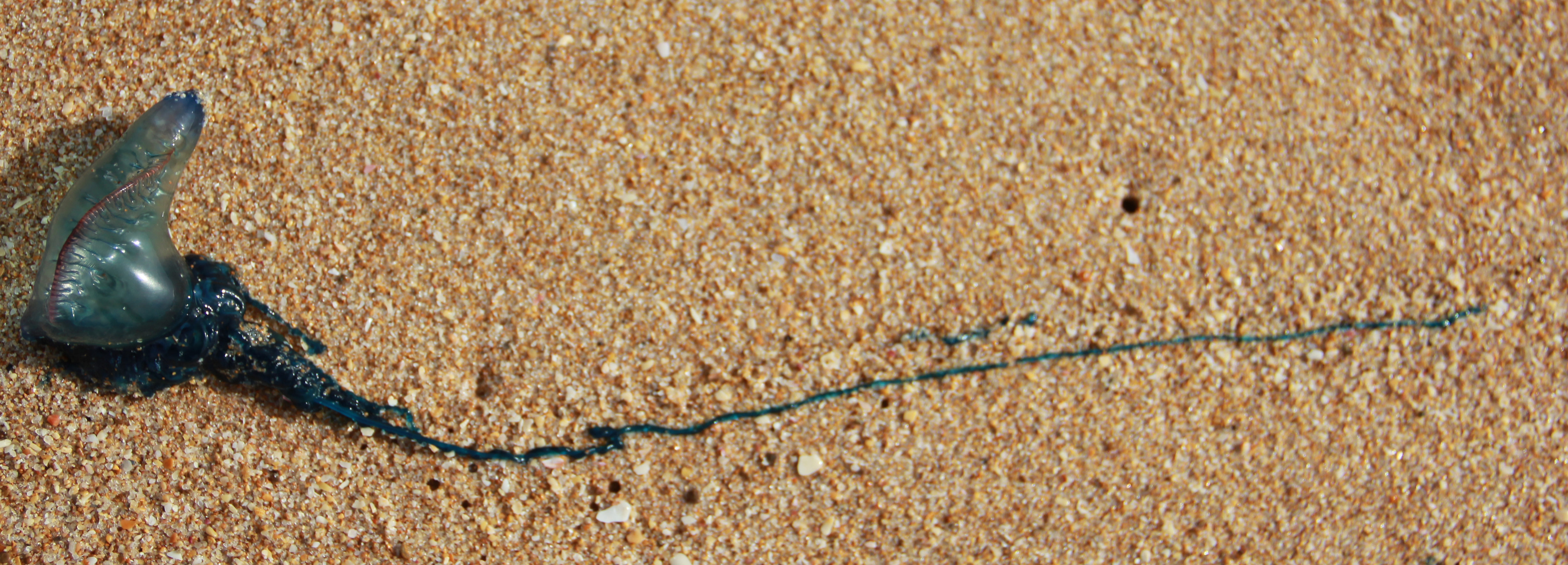
Caravella portoghese spiaggiata

La caravella portoghese (Physalia physalis Linnaeus, 1758) è un celenterato marino, una delle due specie del genere Physalia insieme a Physalia utriculus. Per il suo aspetto viene spesso scambiata per una singola medusa, ma è in realtà un sifonoforo. Non si tratta cioè di un singolo organismo, ma dell'aggregazione di individui specializzati di quattro tipi diversi, chiamati zooidi, collegati e fisiologicamente integrati tra loro al punto da essere reciprocamente dipendenti per la sopravvivenza. È dotata di tentacoli capaci di punture molto dolorose e pericolose per l'uomo.

## Etimologia
Il nome "caravella portoghese" deriverebbe dall'aspetto dell'individuo galleggiante, che ricorderebbe appunto una caravella a vele spiegate. Il riferimento a tale nave è presente anche nel nome comune in portoghese e spagnolo, mentre in altre lingue si considerano altre tipologie di imbarcazioni, ad esempio la man-of-war in inglese, la galea in francese e tedesco o genericamente nave da guerra (oorlogsschip) in olandese.

## Descrizione
La caravella portoghese è composta da quattro tipi di polipi. Il primo, chiamato pneumatoforo o più comunemente "vela", è una sacca galleggiante colma di gas, che consente all'animale di galleggiare. È lunga tra i 9 e i 30 cm, alta fino a 15 cm, prevalentemente trasparente con tinte blu, viola, rosa o malva. L'individuo è capace di generare autonomamente o prelevare dall'atmosfera i gas di cui necessita: tale miscela è solitamente composta per il 14% da monossido di carbonio mentre per il resto da azoto, ossigeno e argon nonché tracce di biossido di carbonio; questo gas può essere espulso da un orifizio con sfintere che si trova all'estremità della pneumatofora. Ha inoltre proprietà aerodinamiche che apparentemente può modificare contraendo la cresta. Galleggia sospinta dal vento a un'angolazione dipendente dalla curvatura della parte emersa e dalla resistenza della parte sommersa. Al di sotto di essa si trovano i tentacoli, lunghi fino a 50 metri (sebbene la loro lunghezza media si aggiri intorno ai 10 metri), fortemente urticanti e costituiti da individui dattilozoidi, incaricati di ricercare e catturare le prede e di dirigerle verso gli individui gastrozoidi, che si occupano della loro digestione. Della riproduzione si occupano invece gli individui gonozoidi.

## Biologia

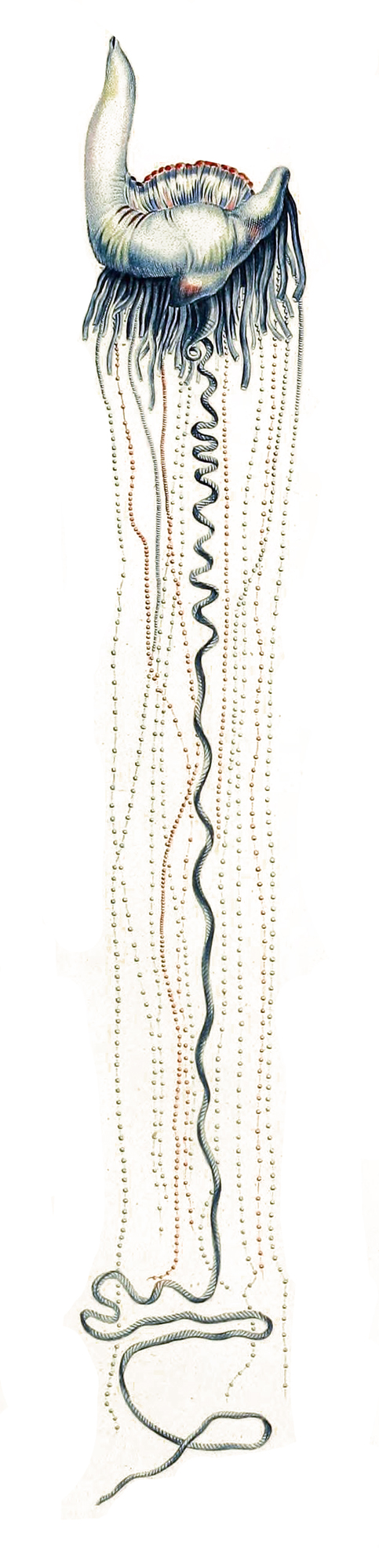
Physalia physalis

### Modalità di spostamento
La Caravella portoghese si sposta mediamente di 20 metri al minuto e, in caso di vento favorevole, percorre tra i 15 e i 28 km al giorno. Essa non si sposta solamente grazie alla spinta del vento, ma può "navigare di bolina" come le barche a vela, e muoversi controvento.
In caso di aggressione dalla superficie, la "vela", che è anche dotata di una sorta di sifone, può sgonfiarsi a piacimento e quindi immergersi per brevi periodi per sfuggire al predatore.

### Alimentazione
La caravella portoghese è un carnivoro: cattura e paralizza le sue prede, solitamente piccoli pesci e organismi marini, nonché plancton, utilizzando i suoi tentacoli velenosi che si agitano nell'acqua; intervengono quindi i polipi gastrozoidi, che sono la parte "digerente" dell'animale, i quali reagiscono con rapidità alla presenza di nutrimento e si aggrovigliano fino a raggiungerlo e ad agganciarlo; digeriscono quindi il nutrimento secernendo enzimi in grado di scomporre le proteine, i carboidrati e i lipidi.

### Veleno
Gli oltre dieci tipi di veleno di cui sono colme le nematocisti nei tentacoli della caravella portoghese sono in grado di paralizzare e uccidere rapidamente piccoli pesci e una varietà di altre prede di piccole dimensioni. Ciascun tipo di veleno è caratterizzato da un suo colore e per alcuni non sono ancora conosciuti rimedi. I tentacoli staccati ed in genere gli esemplari morti rimangono ugualmente pericolosi per ore se non giorni dall'avvenuto distacco o morte.
Questa specie è responsabile ogni anno di oltre 10.000 punture sull'uomo in Australia, particolarmente sulla costa orientale, meno frequentemente nella costa meridionale e occidentale.
Le punture causano solitamente forte dolore nell'uomo, lasciando ferite simili a frustate, vere e proprie piaghe arrossate che durano normalmente due o tre giorni, mentre il dolore solitamente scompare dopo un'ora. Più raramente gli effetti avversi possono aggravarsi: shock anafilattico, febbre e interferenze con le funzioni cardiache e polmonari sono possibili, fino alla morte, seppure ciò accada raramente. Dopo una puntura potrebbero rendersi necessarie cure mediche, specialmente se il dolore rimane intenso, se c'è una reazione estrema, se l'esantema peggiora, se si scatena un malessere diffuso o una striscia arrossata si sviluppa tra i linfonodi e la puntura, o se entrambe le aree diventano rosse e morbide. Diversi trial clinici, per quanto riguarda le misure immediate, consigliano di immergere la parte urticata in acqua ad una temperatura di 45° per 20 minuti.

### Specie immuni al veleno e loro comportamento
Un piccolo pesce, Nomeus gronovii (noto come "derivante delle caravelle" o "pesce pastore"), è parzialmente immune al veleno delle nematocisti e può vivere tra i tentacoli. Sembra che eviti i tentacoli più grandi e si cibi di quelli più piccoli vicini allo pneumatoforo. In mezzo ai tentacoli, oltre a questa specie, ne vengono spesso rilevate altre, come il pesce pagliaccio o il carangide Carangoides bartholomaei. In particolare il primo, similmente a quanto accade con le anemoni di mare, si aggira illeso tra i tentacoli, probabilmente grazie al suo muco protettivo, capace di bloccare le nematocisti.
Tutti questi pesci, rifugiandosi tra i tentacoli velenosi, si riparano dai propri predatori, mentre per la caravella la loro presenza attira altri organismi di cui cibarsi.
I polpi del genere Tremoctopus sono immuni al veleno della Physalia physalis e sono noti per strapparne i tentacoli e usarli a scopo difensivo.
La tartaruga comune Caretta caretta si ciba della caravella portoghese abitualmente. La pelle della tartaruga è infatti troppo spessa perché le punture riescano a penetrarla. Anche i molluschi Glaucus atlanticus e Janthina janthina si cibano della caravella.

## Distribuzione e habitat
La caravella portoghese è una specie oceanica che vive al largo, molto comune nelle fasce subtropicali e tropicali degli oceani Atlantico, Indiano e Pacifico, ma capace di sopravvivere a nord fino alle latitudini della Baia di Fundy e delle isole Ebridi. È presente ma non comune nel mar Mediterraneo occidentale, dove gli avvistamenti sembrano aumentare di anno in anno ad esempio in Spagna (Murcia) e in Sicilia. Sebbene sia una specie oceanica, la sua presenza in Mediterraneo probabilmente c'è sempre stata.
Vive esclusivamente sulla superficie dell'oceano, mantenendo il galleggiamento grazie allo "pneumatoforo", il caratteristico sacchetto trasparente colmo di gas, mentre il resto rimane sommerso sotto di esso. Non avendo organi deputati alla locomozione, la caravella si muove sfruttando la combinazione tra venti, correnti e maree.

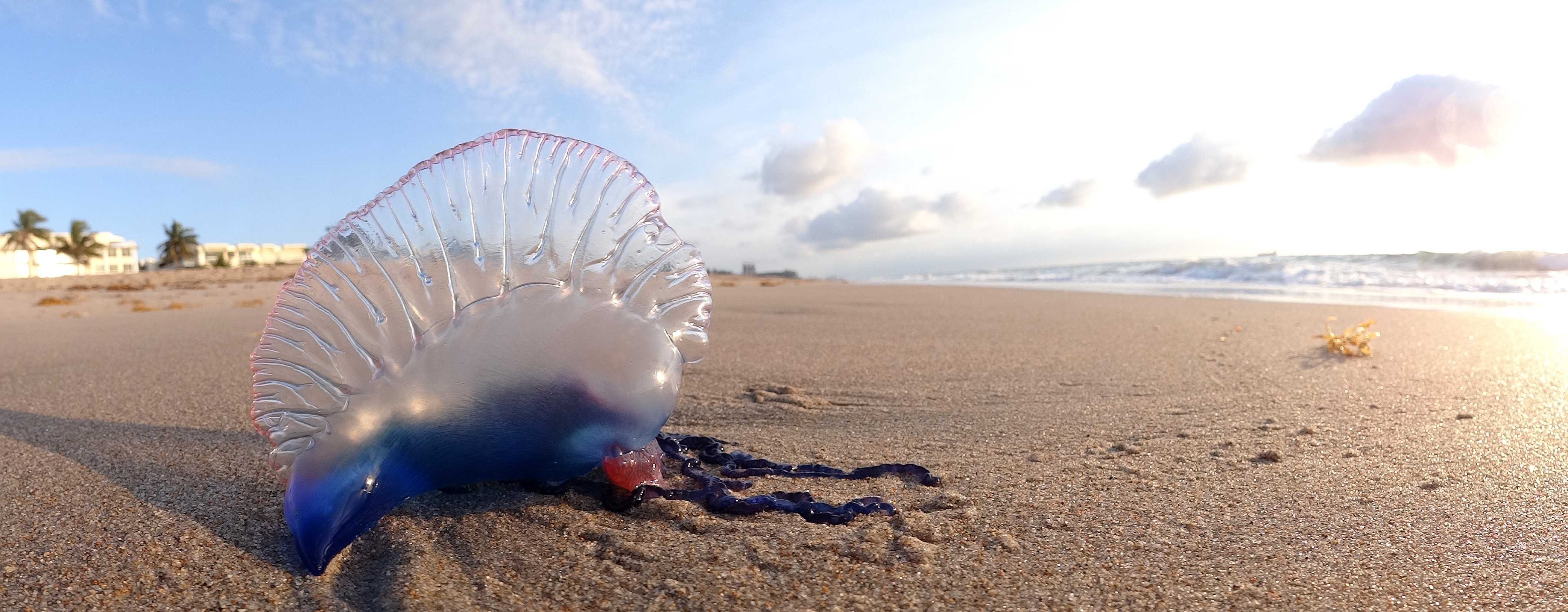
Caravella portoghese spiaggiata a Palm Beach, Florida

Forti venti possono spingerle ad avvicinarsi alla costa, in alcuni casi portandole anche a spiaggiare. Raramente si rinviene un esemplare solitario: nella maggior parte dei casi, infatti, al ritrovamento di uno consegue l'avvistamento di altri nelle vicinanze. La reazione al loro ritrovamento sotto costa differisce notevolmente da una parte all'altra del mondo. Data la pericolosità delle sue punture, spesso il rinvenimento può portare alla chiusura totale delle spiagge coinvolte.

## Tassonomia
Physalia utriculus è un'altra specie del genus Physalia contemplata da NCBI, ma non da WoRMS e ITIS. La supposta distinzione fra le due specie risiederebbe nella loro distribuzione: la P. physalis nell'oceano Atlantico e la P. utriculus nell'Indo-Pacifico.

## Trattamento delle punture
Le punture di una caravella portoghese, anche se raramente, possono essere letali per l'uomo. Essendo spesso scambiata per una medusa, si adoperano talvolta rimedi inappropriati: la composizione del veleno differisce infatti da quello delle meduse vere e proprie. I trattamenti appropriati possono essere elencati come segue:
- evitare ulteriori contatti sulla pelle con l'animale e rimuovere ogni eventuale residuo di tentacoli o di altre parti della caravella;
- applicare acqua salata sulla parte interessata (non acqua dolce, perché può peggiorare la situazione);[35][36]
- in seguito applicare acqua calda a 45 °C sull'area interessata per almeno 15-20 minuti,[37] al fine di ridurre il dolore denaturando le tossine;[38]
- se sono stati colpiti gli occhi, sciacquarli abbondantemente con acqua di rubinetto a temperatura ambiente per almeno 15 minuti. Se la visione dovesse cominciare a sfocarsi o gli occhi continuassero a lacrimare, dolere, gonfiarsi o mostrare poca sensibilità dopo averli sciacquati, o qualsiasi altro problema persistente, è necessario consultare un medico o andare al pronto soccorso il prima possibile.

Non è per il momento consigliato l'utilizzo dell'aceto in quanto l'utilizzo di quest'ultimo pare facilitare la penetrazione delle tossine e peggiora i sintomi delle punture, ma recenti studi affermano il contrario. È stato anche confermato il pericolo di emorragie tramite le punture di specie più piccole.